# Pañuelo verde

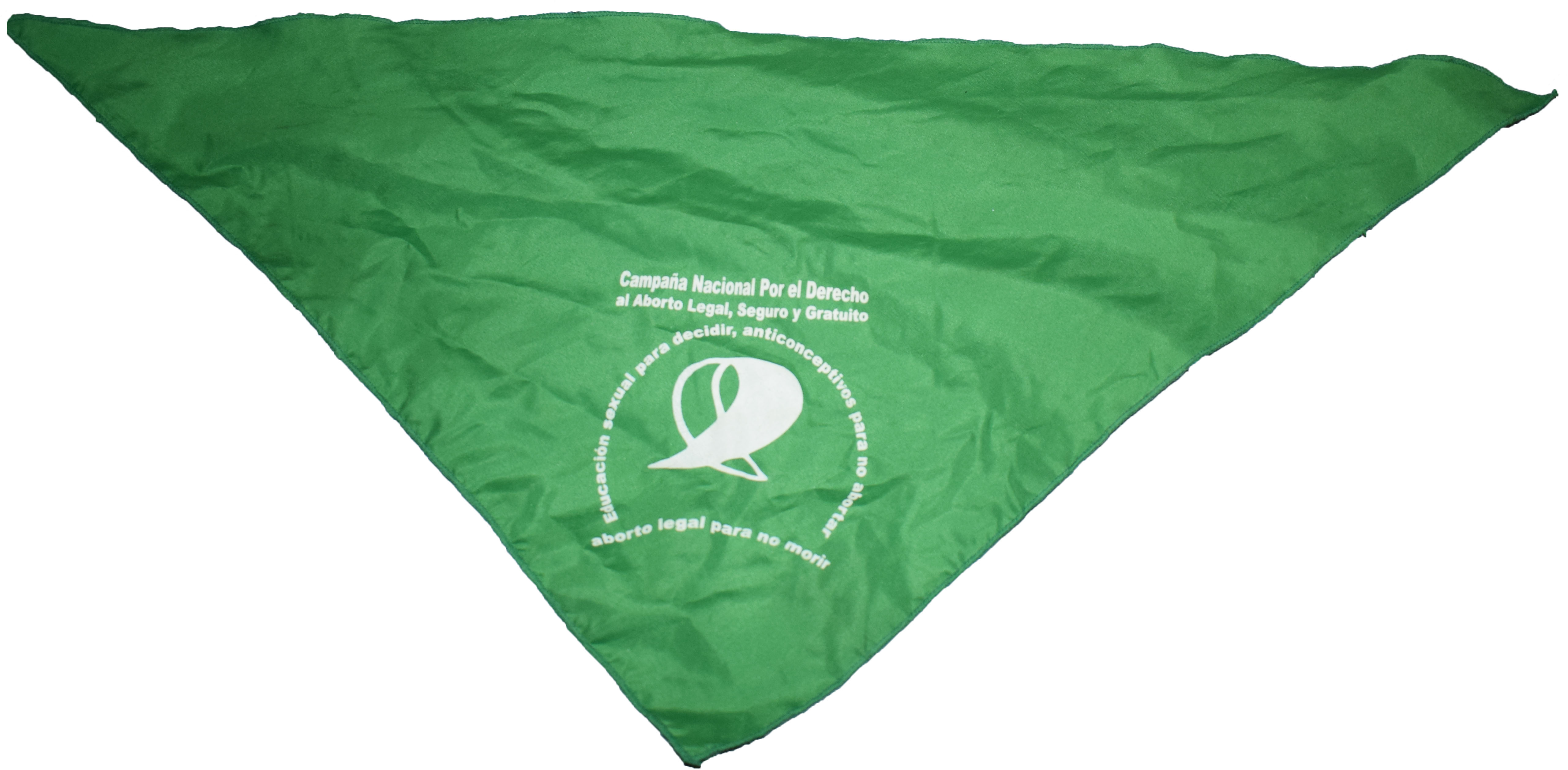
Pañuelo verde

El pañuelo verde es un símbolo de la lucha por el derecho al aborto, creado en Argentina en 2003 y popularizado desde 2018 en Latinoamérica y en el mundo. Se inspira en los pañuelos blancos que llevan puesto las Madres de Plaza de Mayo.

## Orígenes
El símbolo del pañuelo verde fue creado en 2003 durante el XVIII Encuentro Nacional de Mujeres en Rosario, Argentina. Por primera vez, el derecho al aborto fue una de las principales reivindicaciones y los pañuelos verdes fueron utilizados durante la marcha de clausura.
Dos años más tarde, en 2005, nació la Campaña Nacional por el Derecho al Aborto Legal, Seguro y Gratuito, y el pañuelo verde fue adoptado para representar el movimiento. Fue usado durante años por las militantes que manifestaban, ante la indiferencia de la población y de los medios de comunicación.
El pañuelo es una referencia al pañuelo blanco que llevan las Madres de Plaza de Mayo. El color verde fue escogido porque representa la esperanza y porque no estaba asociada a ningún movimiento social o político en Argentina. Según una de las participantes del XVIII Encuentro Nacional de Mujeres, existe además una razón pragmática: quisieron distribuir pañuelos pero no encontraron suficiente tela de color morado, color del feminismo, en cambio había suficiente verde disponible.
El tono verde utilizado está entre el 347 C y el 3415 C de Pantone. Hasta 2018, en las tiendas textiles de Buenos Aires, se conocía como «verde Benetton». Luego cambió a ser conocido como «verde aborto legal».
El pañuelo verde lleva la leyenda «Educación sexual para decidir, anticonceptivos para no abortar, aborto legal para no morir».

## Popularización

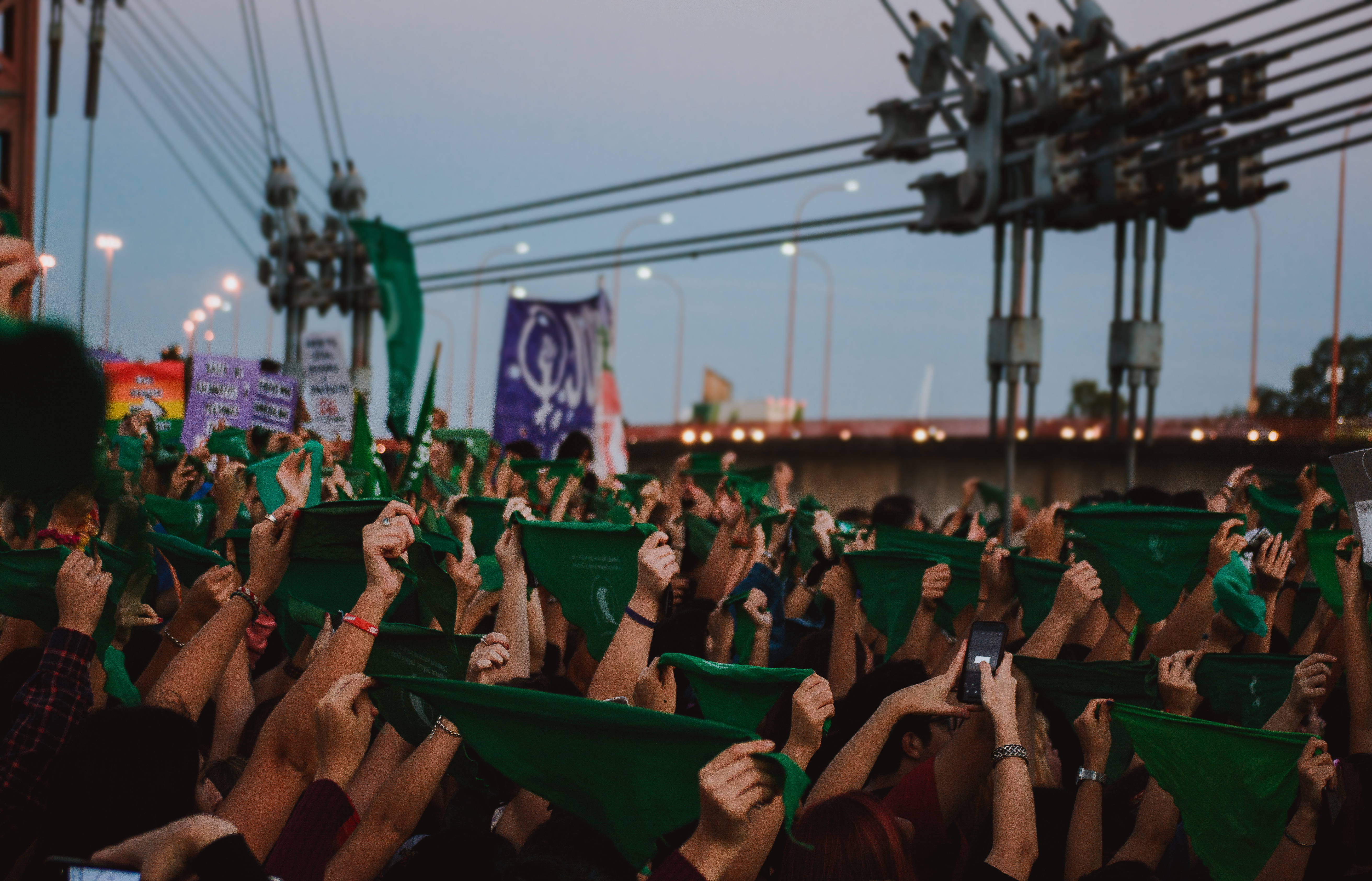
Pañuelazo por el derecho al aborto legal, seguro y gratuito, en Santa Fe, Argentina, en 2018

El pañuelo se hizo poco a poco más popular, siendo utilizado en particular durante las manifestaciones de la consigna Ni Una Menos y alcanzando notoriedad en el espacio público a partir de 2018, cuando el poder legislativo en Argentina discutió una propuesta para despenalizar el aborto hasta las 14 semanas.Las protestas y el uso del pañuelo tuvieron una amplia cobertura por parte de los medios de comunicación, quienes hablaron de una «marea verde».
El pañuelo verde, un accesorio visible, fácil de usar y de reproducir, se pone en el cuello, en la muñeca, o en la mochila. Celebridades lo llevan e incluso ahora las Abuelas de Plaza de Mayo lo han incorporado y suelen usarlo durante su manifestación semanal.
Al 2018, la Campaña Nacional por el Derecho al Aborto Legal distribuía aproximadamente más de 200,000 pañuelos.

### Reacción en su contra
En respuesta a la popularización del pañuelo verde, la ONG Más Vida presentó en el Congreso Nacional Argentino el "pañuelo celeste" como símbolo del movimiento antiaborto argentino. El color fue elegido por su parecido a los colores patrios y estar relacionado con su identidad.El pañuelo celeste fue acogido por movimientos provida, en contra de los derechos de las mujeres y en contra de las comunidades LGBT.

## Internacionalización

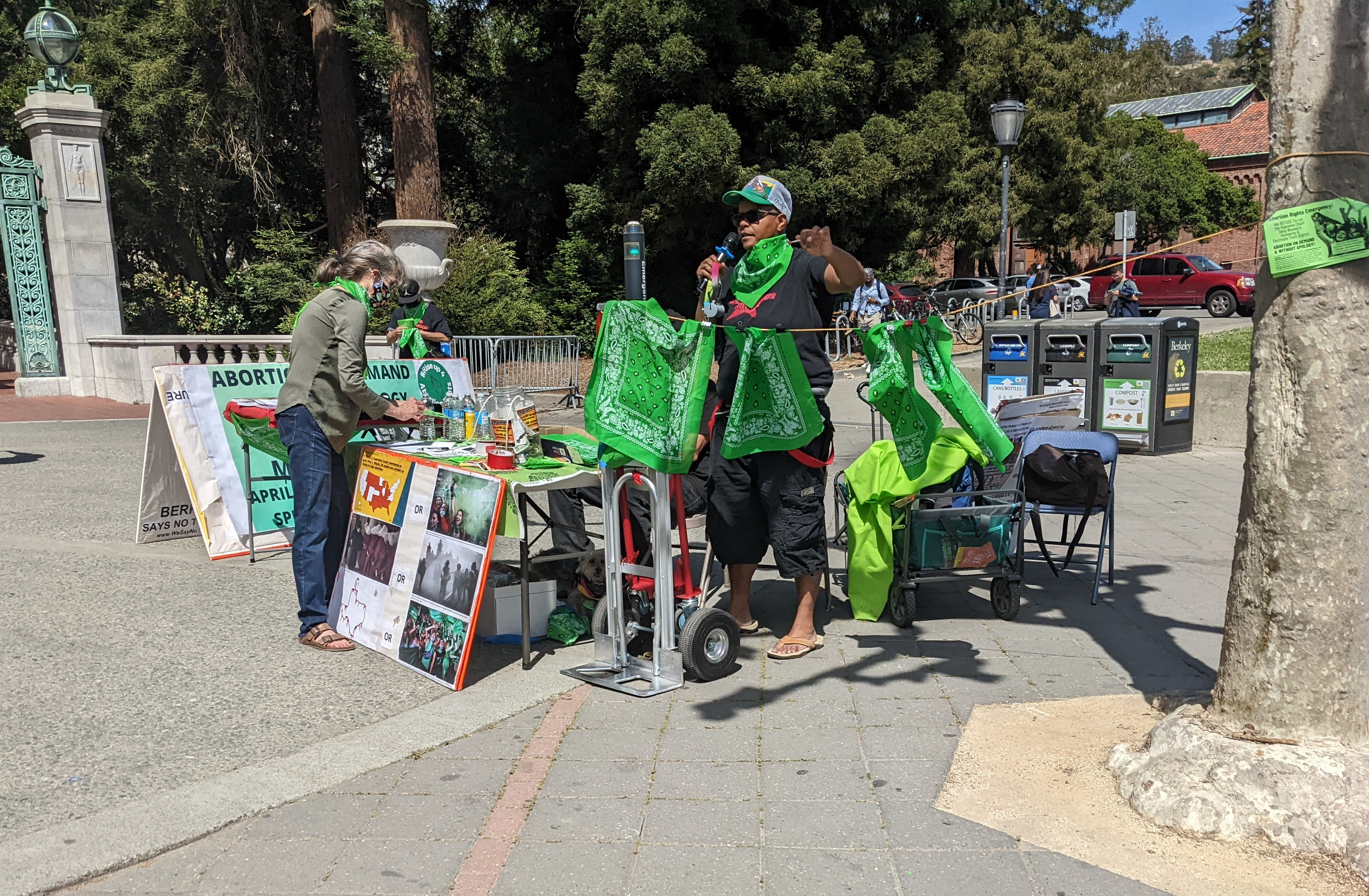
Un manifestante del club revolucionario del Partido Comunista Revolucionario hace correr la voz. En Sproul Plaza, UC Berkeley. Centrado en el derecho al aborto.

El símbolo traspasó las fronteras argentinas a partir de 2018 y fue utilizado en los demás países de Latinoamérica que luchaban por el derecho al aborto. En Chile, por ejemplo, el pañuelo verde fue utilizado a partir de 2018, con los mensajes «Aborto libre, seguro y gratuito» y «#NoBastan3Causales», en referencia al hecho que solo los abortos en caso de riesgo vital para la madre, de feto no-viable o de violación están autorizados en este país.
En España se utilizó durante las manifestaciones internacionales en apoyo a la Ley del aborto en Argentina. En 2022, cuando se aprobó el anteproyecto de la Ley del aborto en España, la ministra de Igualdad Irene Montero se presentó en una conferencia de prensa usando el pañuelo en el brazo.
En Estados Unidos, se comenzó a usar el pañuelo verde en las protestas a favor de la interrupción de embarazo después de la aprobación de la Ley de Latido del Corazón en Texas. Asimismo, se usó durante las marchas en defensa del derecho al aborto en mayo de 2022, realizadas para protestar en contra de la anulación del fallo Roe versus Wade.
En México, muchas organizaciones civiles, instituciones, grupos y personas de manera individual comenzaron a usar el pañuelo verde durante marchas, eventos, proyecciones de películas, conversatorios y actividades para llamar a la despenalización del aborto a nivel local y nacional.
En Polonia, feminista y protestantes usaron el pañuelo verde para denunciar la prohibición casi total del aborto que entró en vigor en enero del 2021.